# Jean-Marie Bressand
Jean Marie Bressand, né le 31 janvier 1919 à Nogent-en-Bassigny (Haute-Marne), et mort le 1er décembre 2011 à Besançon, est un résistant français fondateur du Monde Bilingue en 1951 ainsi que de la Fédération mondiale des villes jumelées en 1957, il cède sa place en 1984 à Pierre Mauroy à la direction de ces 2 associations. 

## Biographie
Jean-Marie Bressand fut aspirant de la direction du service technique des services spéciaux lors de la Seconde Guerre mondiale, particulièrement dans la région de Besançon
Il fut décoré par le Général De Gaulle de la croix de guerre 1939-1945 : « Exemple magnifique de ce que doit être un combattant français. Dès le lendemain de l'armistice de Juin 1940, a préparé dans le silence, la libération du Pays en fournissant avec intelligence et à propos des renseignements sur l'ennemi, tous de la plus haute importance pour le commandement. Pris par l'ennemi, a préféré subir la torture que de dénoncer ses camarades de combat. Malgré ses souffrances, a réussi à s'évader et à rejoindre les forces combattantes en Afrique du Nord ; à peine remis est encore volontaire pour une nouvelle missions spéciale. »
Jean-Marie Bressand a été décoré de la Légion d'honneur au titre de la résistance Française lors de la Guerre 39-45, de la Médaille du Centenaire de Lénine, il est Officier de l'ordre du Lion au Sénégal ainsi que dans l'Ordre National du Mali, et Citoyen d'honneur de nombreuses villes telles que Lisbonne, Rome et Mobile (Alabama).
En 2002, Bernard Stasi fait une demande de Prix Nobel de la Paix en faveur du Monde Bilingue et de son fondateur Jean-Marie Bressand : 
« Il nous faut considérer avec attention la longue marche des pionniers du Monde bilingue et des Villes Jumelées tout au long de ce demi-siècle, tous bénévoles, ne disposant que de très modestes moyens, auxquels ne furent épargnés ni les rumeurs, ni la malveillance, voire des campagnes haineuses, en raison de leur indépendance, de leur ouverture sans exclusive sur le monde et du principe fondamental de non-discrimination sur lequel sont fondés les échanges intercommunaux ; L’œuvre n’en est pas moins gigantesque : des milliers de villes jumelées à travers le monde continuent d’en être le vivant témoignage. ».
Cette note est cosignée par la députée de la Guyane, Christiane Taubira et par le professeur Jean Ziegler, rapporteur spécial pour le droit à l'alimentation des populations du Conseil des droits de l'homme des Nations unies.